# Обсерватория Калар-Альто
Обсерватория Калар Альто (официальное название — Немецко-Испанский астрономический центр) — астрономическая обсерватория, основанная в 1975 году. Находится в муниципалитете Хергаль (провинция Альмерия, Испания). Обсерватория принадлежит и совместно управляется двумя организациями: Институтом астрономии им. Макса Планка и Институтом астрофизики Андалусии. 

## История
Предложение о создании данной обсерватории появилось в 1970 году. Официально обсерватория была открыта в июле 1975 года с вводом в строй 1.2-м телескопа. В 1976 году из Гамбургской обсерватории была перевезена камера Шмидта, располагавшаяся там с 1954 года. В 1984 году во время посещения обсерватории погиб австрийский астроном Alois Purgathofer.
С 20 марта 2010 года обсерваторией руководит Давид Баррадо (David Barrado).
В честь обсерватории назван астероид en:189202 Calar Alto

## Инструменты обсерватории
- 3.5-м рефлектор (минимальный фокус: 12.2 метра) — принадлежит Институту им. Макса Планка
- 2.2-м рефлектор (минимальный фокус: 17 метров) — принадлежит Институту им. Макса Планка
- 1.5-м рефлектор — принадлежит Институту астрофизики Андалусии
- 1.23-м рефлектор (минимальный фокус: 9.8 метра) — принадлежит Институту им. Макса Планка
- 0.8-м камера Шмидта — принадлежит Институту им. Макса Планка

## Направления исследований
- Астрофизические наблюдения
- Образовательная деятельность

## Основные достижения
- Открытие одного околоземного астероида: 2009 DS36 (25 февраля 2009 года)
- Подтверждение экзопланеты WASP-2
- Участие в уточнении орбиты 2007 WD5